# FC Twente in het seizoen 2023/24 (mannen)
Het seizoen 2023/24 is het 59e jaar in het bestaan van de Enschedese voetbalclub FC Twente.
Na het winnen van de finale in de play-offs vorig seizoen begint Twente in de tweede voorronde van de UEFA Europa Conference League. Daarnaast neemt zij, zoals ieder seizoen deel aan het toernooi om de KNVB Beker.

## Selectie
| Nr.           | Nat.                | Naam                  | Contract | Seizoen |
| Keepers       | Keepers             | Keepers               | Keepers  | Keepers |
| ------------- | ------------------- | --------------------- | -------- | ------- |
| 1             | Vlag van Duitsland  | Lars Unnerstall       | 2027     | 3e      |
| 16            | Vlag van Marokko    | Issam El Maach        | 2024     | 2e      |
| 22            | Vlag van Polen      | Przemysław Tytoń      | 2024     | 2e      |
| 30            | Vlag van Nederland  | Sam Karssies          | 2024     | 2e      |
| Verdedigers   |                     |                       |          |         |
| 2             | Vlag van Nederland  | Mees Hilgers          | 2026     | 4e      |
| 3             | Vlag van Nederland  | Robin Pröpper         | 2024     | 3e      |
| 5             | Vlag van Nederland  | Gijs Smal             | 2024     | 4e      |
| 12            | Vlag van IJsland    | Alfons Sampsted       | 2026     | 2e      |
| 17            | Vlag van België     | Alec Van Hoorenbeeck  | 2024     | 1e      |
| 20            | Vlag van Nederland  | Joshua Brenet         | 2024     | 3e      |
| 24            | Vlag van Nederland  | Juliën Mesbahi        | 2026     | 1e      |
| 34            | Vlag van Nederland  | Anass Salah-Eddine    | 2027     | 2e      |
| 38            | Vlag van Nederland  | Max Bruns             | 2024     | 4e      |
| 39            | Vlag van Nederland  | Mats Rots             | 2025     | 1e      |
| Middenvelders |                     |                       |          |         |
| 4             | Vlag van Noorwegen  | Mathias Kjølø         | 2025     | 2e      |
| 6             | Vlag van Nederland  | Carel Eiting          | 2026     | 1e      |
| 8             | Vlag van Nederland  | Youri Regeer          | 2027     | 1e      |
| 14            | Vlag van Nederland  | Sem Steijn            | 2025     | 2e      |
| 18            | Vlag van Nederland  | Michel Vlap           | 2025     | 3e      |
| 19            | Vlag van Nederland  | Younes Taha           | 2027     | 1e      |
| 23            | Vlag van Tsjechië   | Michal Sadílek        | 2024     | 3e      |
| 41            | Vlag van Nederland  | Gijs Besselink        | 2025     | 1e      |
| Aanvallers    |                     |                       |          |         |
| 7             | Vlag van Nederland  | Mitchell van Bergen   | 2027     | 1e      |
| 9             | Vlag van Nederland  | Ricky van Wolfswinkel | 2024     | 3e      |
| 10            | Vlag van Nederland  | Naci Ünüvar           | 2024     | 1e      |
| 11            | Vlag van Nederland  | Daan Rots             | 2025     | 3e      |
| 21            | Vlag van Nederland  | Myron Boadu           | 2024     | 1e      |
| 27            | Vlag van Costa Rica | Manfred Ugalde        | 2027     | 3e      |

Bijgewerkt t/m 31 augustus 2023. Selectie en wijzigingen onder voorbehoud.

### Legenda
| # | Reden                                          |
| - | ---------------------------------------------- |
|   | Heeft de club in het lopende seizoen verlaten. |

### Technische staf
- Hoofdtrainer: Joseph Oosting
- Assistent-trainer: Peter Uneken
- Assistent-trainer: Sander Duits
- Assistent-trainer: Jeffrey de Visscher
- Keeperstrainer: Sander Boschker

## Transfers

### Zomer

#### Aangetrokken 2023/24
| Nat.                | Naam                 | Van                 | Bijzonderheden            |
| ------------------- | -------------------- | ------------------- | ------------------------- |
| Vlag van Nederland  | Mitchell van Bergen  | Stade Reims         |                           |
| Vlag van Nederland  | Carel Eiting         | FC Volendam         |                           |
| Vlag van België     | Alec van Hoorenbeeck | KV Mechelen         | Huur (met optie tot koop) |
| Vlag van Nederland  | Youri Regeer         | Ajax                |                           |
| Vlag van Nederland  | Younes Taha          | PEC Zwolle          |                           |
| Vlag van Nederland  | Naci Ünüvar          | AFC Ajax            | Huur                      |
| Vlag van Costa Rica | Manfred Ugalde       | City Football Group | Definitief overgenomen    |

#### Vertrokken 2023/24
| Nat.                | Naam               | Naar                | Bijzonderheden |
| ------------------- | ------------------ | ------------------- | -------------- |
| Vlag van Nederland  | Wout Brama         |                     | Gestopt        |
| Vlag van Algerije   | Ramiz Zerrouki     | Feyenoord           |                |
| Vlag van Costa Rica | Manfred Ugalde     | City Football Group | Einde huur     |
| Vlag van Nederland  | Anass Salah-Eddine | Ajax                | Einde huur     |
| Vlag van Nederland  | Denilho Cleonise   | RKC Waalwijk        | Einde contract |
| Vlag van Spanje     | Julio Pleguezuelo  | Plymouth Argyle FC  | Einde contract |
| Vlag van Tsjechië   | Václav Černý       | VfL Wolfsburg       | €8.000.000     |
| Vlag van Nederland  | Virgil Misidjan    | Al-Tai FC           |                |

### Winter

#### Aangetrokken 2023/24
| Nat.               | Naam               | Van       | Bijzonderheden |
| ------------------ | ------------------ | --------- | -------------- |
| Vlag van Nederland | Myron Boadu        | AS Monaco | Huur           |
| Vlag van Nederland | Anass Salah-Eddine | AFC Ajax  | [ 2 ]          |

#### Vertrokken 2023/24
| Nat.                | Naam           | Naar           | Bijzonderheden     |
| ------------------- | -------------- | -------------- | ------------------ |
| Vlag van Costa Rica | Manfred Ugalde | Spartak Moskou | [ 3 ]              |
| Vlag van Nederland  | Joshua Brenet  | Clubloos       | Contract ontbonden |

## Wedstrijden

### Oefenwedstrijden
|                                                             | Oefenwedstrijd                                              | VV Rood Zwart                                                | 0 – 17 (0 – 10)  | FC Twente | Opstelling FC Twente: |
| 15 juli 2023 Plaats: Delden Sportpark De Scheetheuvel       | 15 juli 2023 Plaats: Delden Sportpark De Scheetheuvel       |                                                              | Wedstrijdverslag | 12', 28' Ünüvar 17' Smal 19', 21' Steijn 35' Ribbers 37', 42' Van Wolfswinkel 45' (e.d.) Visschedijk 58', 79' (pen.) Ugalde 62', 83', 85' Vlap 77'Yegoian | Opstelling eerste helft: 1e helft: Tyton, Brenet, Hilgers, Driezen, Smal, Kjølø, Besselink, Steijn, Ünüvar, Van Wolfswinkel, Ribbers. 2e helft: El Maach; Iylia, Mesbahi, Kuster, M. Rots; Yegoian, Regeer, Vlap; D. Rots, Ugalde, Sybrandy. |
|                                                             | Oefenwedstrijd                                              | FC Twente                                                    | 7 – 1            | Odense Boldklub | Opstelling FC Twente: |
| 15 juli 2023 Plaats: Goor Sportpark 't Heeckeren            | 15 juli 2023 Plaats: Goor Sportpark 't Heeckeren            | Ugalde 1', 18' Steijn 51', 63' (pen.) Brenet 56' D. Rots 60' | Wedstrijdverslag | 105' Kjerrumgaard | El Maach ( 61' Tyton), Brenet ( 61' Kuster), Sampsted ( 46' Mesbahi), Hilgers ( 52' Driezen), Smal ( 61' M. Rots), Kjølø ( 85' Sadílek), Sadílek ( 46' Besselink), Vlap ( 46' Steijn), D. Rots ( 61' Yegoian), Ugalde ( 61' Martina), Van Wolfswinkel ( 61' Sybrandy) |
|                                                             | Oefenwedstrijd                                              | PEC Zwolle                                                   | 2 – 3 (1 – 3)    | FC Twente | Opstelling FC Twente: |
| 19 juli 2023 Plaats: Hattem Sportpark het Achterveen        | 19 juli 2023 Plaats: Hattem Sportpark het Achterveen        | Van den Berg 40' Reijnders 82'                               | Wedstrijdverslag | 9', 41' Steijn 17' Van Wolfswinkel | Unnerstall, Brenet ( 62' Kuster), Sampsted ( 46' Driezen), Mesbahi ( 62' Sampsted), Mesbahi ( 62' Sampsted), Smal ( 74' Yegoian), Kjølø ( 64' Besselink), Sadílek ( 46' M. Rots), Vlap ( 62' Steijn), Steijn ( 46' Sybrandy), Van Wolfswinkel ( 74' D. Rots) D. Rots ( 46' Martina) |
|                                                             | Oefenwedstrijd                                              | Schalke 04                                                   | 2 – 2 (2 – 2)    | FC Twente | Opstelling FC Twente: |
| 22 juli 2023 Plaats: Gelsenkirchen Veltins Arena            | 22 juli 2023 Plaats: Gelsenkirchen Veltins Arena            | Karaman 30' Terodde 40'                                      | Wedstrijdverslag | 15' Vlap 41' Steijn | Unnerstall, Brenet ( 77' Sampsted), Hilgers ( 62' Bruns), Pröpper ( 31' Mesbahi), Smal ( 77' M. Rots), Kjølø ( 62' Regeer), Sadílek ( 87' Taha), Steijn ( 62' Van Wolfswinkel), Daan Rots ( 87' Besselink), Ugalde ( 77' Ünüvar), Vlap ( 87' Taha) |
|                                                             | Oefenwedstrijd                                              | FC Twente                                                    | 3 – 0 (1 – 0)    | Go Ahead Eagles | Opstelling FC Twente: |
| 30 juli 2023 Plaats: Hengelo FC Twente-trainingscentrum     | 30 juli 2023 Plaats: Hengelo FC Twente-trainingscentrum     | Van Wolfswinkel 33' (pen.) Ünüvar 46' Regeer 58'             | Wedstrijdverslag | | Tyton, Sampsted, Mesbahi, Bruns ( 51' Hilgers), Smal ( 40' Brenet), Sadílek ( 40' Kjølø), Regeer, Vlap ( 40' Steijn), Ünüvar ( 51' D. Rots), Van Wolfswinkel), Taha |
|                                                             | Oefenwedstrijd                                              | FC Twente                                                    | 0 – 1 (0 – 1)    | FC Emmen | Opstelling FC Twente: |
| 8 september 2023 Plaats: Hengelo FC Twente-trainingscentrum | 8 september 2023 Plaats: Hengelo FC Twente-trainingscentrum |                                                              | Wedstrijdverslag | 21' (pen.) Vlak | El Maach, Kuster ( 46' Driezen), Kjølø, Van Hoorenbeeck, Geypens, Eiting ( 75' Kuster), Ribbers, Besselink, Van Bergen, Ünüvar ( 46' Sybrandy), D. Rots |
|                                                             | Afscheidswedstrijd Wout Brama                               | FC Twente 2010 & 2011                                        | 2 – 2 (0 – 1)    | Wout's All Stars | Opstellingen: |
| 8 september 2023 Plaats: Enschede De Grolsch Veste          | 8 september 2023 Plaats: Enschede De Grolsch Veste          | Ruiz 30' Chadli 33'                                          | Wedstrijdverslag | 25' Engelaar 41' (pen.) Brama | FC Twente 2010 & 2011: Boschker, Stam, Douglas, Wisgerhof, Tiendalli, T. Janssen, Perez, Ruiz, Stoch, Nkufo, Heubach, Paauwe, Kuiper, Bruggink, Bengtsson, Chadli, Buysse, Landzaat, Janko, Wout Brama, John. Coaches: McClaren en Ten Hag Selectie Wout’s All Stars: de Lange, Hengelman, Wellenberg, Zomer, Gerritsen, Van Polen, W. Janssen, El Ahmadi, Engelaar, Elia, Bijen, Van der Lely, Breukers, Wout Brama, Thijs Brama, Joost Brama, Bart Brama, Van Wolfswinkel, Vlap, Pröpper. Coaches: Rutten, Coolen en Van Staa |
|                                                             | Oefenwedstrijd                                              | FC Twente                                                    | 3 – 0 (1 – 0)    | PEC Zwolle | Opstelling FC Twente: |
| 3 oktober 2023 Plaats: Hengelo FC Twente-trainingscentrum   | 3 oktober 2023 Plaats: Hengelo FC Twente-trainingscentrum   | Taha 12' (pen.), 65' Mesbahi 69'                             | Wedstrijdverslag | | Tyton, Driezen ( 46' Kuster), Van Hoorenbeeck, Mesbahi, M. Rots, Eiting, Besselink, Yegoian ( 60' Sybrandy), Taha, Van Wolfswinkel, Van Bergen |
|                                                             | Oefenwedstrijd                                              | Royale Union Sint-Gillis                                     | 1 – 4 (1 – 3)    | FC Twente | Opstelling FC Twente: |
| 11 oktober 2023 Plaats: Brussel Joseph Marienstadion        | 11 oktober 2023 Plaats: Brussel Joseph Marienstadion        | Kabangu 40'                                                  | Wedstrijdverslag | 28', 37', 80' Steijn 33' Besselink | El Maach, Kjølø ( 46' Kuster), Hilgers ( 46' Driezen), Van Hoorenbeeck, Geypens ( 34' Smal ( 60' Geypens)), Besselink, Eiting, Steijn, D. Rots ( 46' Sybrandy), Ugalde, Van Bergen |
|                                                             | Oefenwedstrijd                                              | Heracles Almelo                                              | 3 – 2 (0 – 2)    | FC Twente | Opstelling FC Twente: |
| 23 oktober 2023 Plaats: Almelo Erve Asito                   | 23 oktober 2023 Plaats: Almelo Erve Asito                   | Satriano 48' Sankoh 556' Vejinović 83'                       | Wedstrijdverslag | 28' Taha 31' Van Hoorenbeeck | Tyton, Kuster, Driezen ( 80' Tijink), Van Hoorenbeeck, Smal 46' Gijsbertha), Eiting, Besselink, Yegoian ( 71' Vennegoor of Hesselink), Sybrandy ( 63' Lylia), Van Wolfswinkel ( 84' Wijnreder), Taha. |
|                                                             | Oefenwedstrijd                                              | Rot-Weiss Essen                                              | 1 – 2 (0 – 1)    | FC Twente | Opstelling FC Twente: |
| 15 november 2023 Plaats: Essen Stadion an der Hafenstraße   | 15 november 2023 Plaats: Essen Stadion an der Hafenstraße   | Doumbouya 62'                                                | Wedstrijdverslag | 27' D. Rots 47' Eiting | El Maach, Brenet, Bruns ( 46' Hilgers), Van Hoorenbeeck, Smal ( 79' Kuster), Eiting ( 69' Vennegoor of Hesselink), Besselink, Steijn ( 24' Kjølø), Van Bergen, Van Wolfswinkel, D. Rots |
|                                                             | Oefenwedstrijd                                              | FC Twente                                                    | 4 – 1 (1 – 0)    | FC Twente / Heracles Academie onder 21 | Opstelling FC Twente: |
| 28 november 2023 Plaats: Hengelo FC Twente-trainingscentrum | 28 november 2023 Plaats: Hengelo FC Twente-trainingscentrum | Van Wolfswinkel 21', 70' Yegoian 55' Sybrandy 78'            | Wedstrijdverslag | 74' Landkroon | Tyton, Brenet, Bruns ( 61' Driezen), Van Hoorenbeeck ( 46' Hilgers), M. Rots, Besselink, Yegoian, Eiting, Sybrandy, Van Wolfswinkel, Ünüvar ( 61' Ribbers) |
|                                                             | Oefenwedstrijd                                              | FC Twente                                                    | 4 – 0 (1 – 0)    | PEC Zwolle | Opstelling FC Twente: |
| 13 december 2023 Plaats: Hengelo FC Twente-trainingscentrum | 13 december 2023 Plaats: Hengelo FC Twente-trainingscentrum | Vlap 34' Ünüvar 70' Bruns 84' M. Rots 88'                    | Wedstrijdverslag | | El Maach, Brenet, Hilgers ( 74' Mesbahi), Bruns, M. Rots, Besselink ( 62' Kuster), Eiting, Vlap ( 62' Nagel), Ünüvar ( 74' Ribbers), Van Wolfswinkel ( 62' Vennegoor of Hesselink), Van Bergen |
|                                                             | Oefenwedstrijd                                              | CD Eldense                                                   | 0 – 1 (0 – 0)    | FC Twente | Opstelling FC Twente: |
| 7 januari 2024 Plaats: Oliva Estadio Nuevo Pepico Amat      | 7 januari 2024 Plaats: Oliva Estadio Nuevo Pepico Amat      |                                                              | Wedstrijdverslag | 54' Ünüvar 76' Bruns 90' Steijn | Unnerstall, Brenet, Bruns, Pröpper, Smal, Eiting ( 86' Kuster), Steijn, Vlap ( 83' Nagel, Ünüvar ( 83' Ribbers), Van Wolfswinkel ( 21' Vennegoor of Hesselink) ( 46' Ugalde), Van Bergen) |
|                                                             | Oefenwedstrijd                                              | VfL Osnabrück                                                | 2 – 2 (0 – 1)    | FC Twente | Opstelling FC Twente: |
| 8 januari 2024 Plaats: Oliva Oliva Nova Sports Center       | 8 januari 2024 Plaats: Oliva Oliva Nova Sports Center       | Wriedt 48' Wiemann 56'                                       | Wedstrijdverslag | 7' Taha 57' Regeer | Tyton, Sampsted, Mesbahi, Van Hoorenbeeck, Sadílek, Kjølø, Besselink, Regeer ( 64' M. Rots), Taha, Ugalde ( 46' Van Wolfswinkel), D. Rots |
|                                                             | Oefenwedstrijd                                              | sc Heerenveen                                                | 1 – 1 (1 – 0)    | FC Twente | Opstelling FC Twente: |
| 20 februari 2024 Plaats: Heerenveen Sportpark Skoatterwald  | 20 februari 2024 Plaats: Heerenveen Sportpark Skoatterwald  | Karlsbakk 48'                                                | Wedstrijdverslag | 69' Ribbers | El Maach, Sampsted, Van Hoorenbeeck, Bruns, Salah-Eddine, Kjølø, Besselink ( 60' Kuster), Regeer, Ünüvar, Boadu ( 60' M. Rots), Van Bergen ( 46' Ribbers) |
|                                                             | Oefenwedstrijd                                              | FC Twente                                                    | 2 – 2 (0 – 1)    | Heracles Almelo | Opstelling FC Twente: |
| 4 maart 2024 Plaats: Hengelo FC Twente-trainingscentrum     | 4 maart 2024 Plaats: Hengelo FC Twente-trainingscentrum     | Taha 55' Boadu 79' (pen.)                                    | Wedstrijdverslag | 42' Bruijn 85' Mario Engels | El Maach, Sampsted, Bruns ( 46' M. Rots), Van Hoorenbeeck, Salah-Eddine ( 84' Nijstad), Besselink, Regeer, Taha ( 80' Kuster), Ünüvar, Boadu ( 84' Vennegoor of Hesselink), Van Bergen ( 60' Ribbers) |
|                                                             | Oefenwedstrijd                                              | FC Twente                                                    | 0 – 2 (0 – 1)    | VfL Bochum | Opstelling FC Twente: |
| 20 maart 2024 Plaats: Hengelo FC Twente-trainingscentrum    | 20 maart 2024 Plaats: Hengelo FC Twente-trainingscentrum    |                                                              | Wedstrijdverslag | 11' Wittek 90' Passlack | Tyton, Brenet ( 63' Kuster), Kjølø ( 63' Nijstad), Van Hoorenbeeck, Salah-Eddine ( 75' Sybrandy), Besselink, Eiting, Steijn, Ünüvar ( 63' D. Rots), Boadu ( 75' Vennegoor of Hesselink), Van Bergen |
|                                                             | Oefenwedstrijd                                              | FC Twente                                                    | 2 – 1 (1 – 1)    | Go Ahead Eagles | Opstelling FC Twente: |
| 17 april 2024 Plaats: Hengelo FC Twente-trainingscentrum    | 17 april 2024 Plaats: Hengelo FC Twente-trainingscentrum    | Sybrandy 21' Van Bergen 75'                                  | Wedstrijdverslag | 11' Tengstedt | El Maach, Sampsted ( 79' Sybrandy), Bruns ( 46' Mesbahi), Van Hoorenbeeck, M. Rots, Eiting ( 46' Regeer), Besselink, Yegoian ( 62' Salah-Eddine), Sybrandy ( 62' Kuster), Taha, Van Bergen ( 79' Yegoian) |
|                                                             | Oefenwedstrijd                                              | FC Twente                                                    | 3 – 2 (1 – 1)    | Almere City FC | Opstelling FC Twente: |
| 25 april 2024 Plaats: Enschede De Grolsch Veste             | 25 april 2024 Plaats: Enschede De Grolsch Veste             | Salah-Eddine 20' Ünüvar 45', 51'                             | Wedstrijdverslag | 30' Mamengi 82' Van Duiven | Karssies, Sampsted, Bruns, Van Hoorenbeeck ( 65' Mesbahi), M. Rots, Eiting, Salah-Eddine ( 75' Kusters), Besselink ( 75' Vennegoor of Hesselink), Yegoian ( 46' Sybrandy), Ünüvar, Taha ( 75' Ribbers) |

### Conference League kwalificatie
| Kwalificatieronde 2.1 | FC Twente                                                                                  | 1 – 0 (0 – 0)    | Hammarby IF                                                                  | Opstelling FC Twente: |
| 27 juli 2023 Aanvangstijd: 20.00 uur Plaats: Enschede De Grolsch Veste Toeschouwers: 29.500 Scheidsrechter: Brooks            | Pröpper 45' Steijn 53' Hilgers 65' Vlap 83'                                                | Wedstrijdverslag | 3' Pinas 83' Strand                                                          | Unnerstall, Brenet, Hilgers, Pröpper ( 79' Bruns), Smal, Kjølø ( 62' Van Wolfswinkel), Steijn ( 79' Regeer), Sadílek, D. Rots ( 89' Ünüvar), Ugalde, Vlap                                 |
| Kwalificatieronde 2.2 | Hammarby IF                                                                                | 1 – 1 (1 – 0)    | FC Twente                                                                    | Opstelling FC Twente: |
| 3 augustus 2023 Aanvangstijd: 20.00 uur Plaats: Stockholm Tele2 Arena Toeschouwers: 24.542 Scheidsrechter: Lukjančukas        | Kurtulus 27' Erabi 38' Strand 87' Sadiku 99'                                               | Wedstrijdverslag | 16' Hilgers 103' Ünüvar 115' Steijn 120+1' Van Wolfswinkel                   | Unnerstall, Brenet, Hilgers, Pröpper ( 46' Bruns), Smal ( 77' Regeer), Kjølø ( 111' Taha), Steijn, Sadílek, D. Rots ( 66' Van Wolfswinkel), Ugalde ( 98' Ünüvar), Vlap ( 66' Sampsted)    |
| Kwalificatieronde 3.1 | FC Twente                                                                                  | 2 – 0 (1 – 0)    | Riga FC                                                                      | Opstelling FC Twente: |
| 10 augustus 2023 Aanvangstijd: 20.00 uur Plaats: Enschede De Grolsch Veste Toeschouwers: 26.000 Scheidsrechter: Schröder      | Sampsted 11' D. Rots 67' Ünüvar 69'                                                        | Wedstrijdverslag | 41' Muzinga 44' Contreras 84' Musah 86' Cernomordijs                         | Unnerstall, Sampsted ( 84' M. Rots), Hilgers, Pröpper, Brenet, Kjølø ( 64' Ünüvar), Sadílek, Vlap ( 64' Regeer), D. Rots, Ugalde, Van Wolfswinkel ( 84' Besselink)                        |
| Kwalificatieronde 3.2 | Riga FC                                                                                    | 0 – 3 (0 – 0)    | FC Twente                                                                    | Opstelling FC Twente: |
| 17 augustus 2023 Aanvangstijd: 19.00 uur Plaats: Riga Skonto Stadion Toeschouwers: 6.324 Scheidsrechter: Theouli              | Musah 30'                                                                                  | Wedstrijdverslag | 57' D. Rots 90' Besselink 90+3' Ünüvar                                       | Unnerstall, Sampsted ( 80' M. Rots), Hilgers ( 80' Bruns), Pröpper, Brenet, Kjølø, Sadílek, Regeer ( 80' Besselink), D. Rots ( 84' Taha), Ugalde, Van Wolfswinkel ( 72' Ünüvar)           |
| Play-Off 3.1 | Fenerbahce SK                                                                              | 5 – 1 (1 – 1)    | FC Twente                                                                    | Opstelling FC Twente: |
| 24 augustus 2023 Aanvangstijd: 19.00 uur Plaats: Istanboel Şükrü Saracoğlustadion Toeschouwers: 38.961 Scheidsrechter: Madley | Oosterwolde 33' Szymański 60' Kahveci 63', 74' Egribayat 74' Fred 90+1' Tadic 90+3' (pen.) | Wedstrijdverslag | 20' 37' Ugalde , 41' Regeer                                                  | Unnerstall, Sampsted, Hilgers, Pröpper, Regeer, Kjølø ( 58' Van Wolfswinkel), Sadílek, Steijn ( 46' Van Hoorenbeeck), D. Rots ( 68' Ünüvar), Ugalde ( 58' M. Rots), Vlap ( 83' Besselink) |
| Play-Offronde 3.2 | FC Twente                                                                                  | 0 – 1 (0 – 0)    | Fenerbahce SK                                                                | Opstelling FC Twente: |
| 31 augustus 2023 Aanvangstijd: 19.00 uur Plaats: Enschede De Grolsch Veste Toeschouwers: 22.500 Scheidsrechter: Maresca       | Sadílek 26' D. Rots 38' Kjølø 58'                                                          | Wedstrijdverslag | 9' Oosterwolde 24' Yandas 32' Aziz 45+2' Becao 45+5' Yuksek 72' (pen.) Dzeko | Unnerstall, Sampsted, Bruns, Pröpper, Sadílek, Kjølø, Steijn, Vlap ( 86' Besselink), D. Rots, Ugalde, Van Wolfswinkel ( 69' Ünüvar)                                                       |

### Eredivisie
| | Speelronde 1 | Almere City FC                                                                | 1 – 4 (0 – 0)    | FC Twente                                                                                | Opstelling FC Twente: |
| 13 augustus 2023 Aanvangstijd: 16.45 uur Plaats: Almere Yanmar Stadion Toeschouwers: 3.616 Scheidsrechter: Kamphuis                       | 13 augustus 2023 Aanvangstijd: 16.45 uur Plaats: Almere Yanmar Stadion Toeschouwers: 3.616 Scheidsrechter: Kamphuis                       | Floranus 27' Van Bruggen 74' Easjas 69' Post 72'                              | Wedstrijdverslag | 59' Pröpper 66' Vlap 90+1', 90+3' Van Wolfswinkel                                        | Unnerstall, Sampsted, Hilgers, Pröpper ( 66' Bruns), Brenet, Sadílek, Kjølø ( 57' Regeer), Steijn ( 46' Van Wolfswinkel), D. Rots, Ugalde ( 77' Ünüvar), Vlap                                       |
| | Speelronde 2 | FC Twente                                                                     | 3 – 1 (1 – 1)    | PEC Zwolle                                                                               | Opstelling FC Twente: |
| 20 augustus 2023 Aanvangstijd: 14.30 uur Plaats: Enschede De Grolsch Veste Toeschouwers: 29.000 Scheidsrechter: Gözübüyük                 | 20 augustus 2023 Aanvangstijd: 14.30 uur Plaats: Enschede De Grolsch Veste Toeschouwers: 29.000 Scheidsrechter: Gözübüyük                 | Sadílek 18' Unnerstall 31' Hilgers 52' Steijn 76' Schendelaar 90+3' (e.d.)    | Wedstrijdverslag | 26' Van Hintum 33' (pen.) Druijf 35' Reijnders 42' Lam 53' Van Polen 90+7' Kersten       | Unnerstall, Brenet ( 35' Sampsted), Hilgers, Pröpper, M. Rots ( 69' Ünüvar), Sadílek, Steijn, Regeer ( 30' Kjølø), D. Rots, Ugalde ( 69' Vlap), Van Wolfswinkel                                     |
| | Speelronde 3 | FC Twente                                                                     | 1 – 0 (1 – 0)    | SBV Vitesse                                                                              | Opstelling FC Twente: |
| 27 september 2023 Aanvangstijd: 20.00 uur Plaats: Enschede De Grolsch Veste Toeschouwers: 29.000 Scheidsrechter: Van der Laan             | 27 september 2023 Aanvangstijd: 20.00 uur Plaats: Enschede De Grolsch Veste Toeschouwers: 29.000 Scheidsrechter: Van der Laan             | Steijn 39' Sadílek 67'                                                        | Wedstrijdverslag | 36' Oroz 45+2' Pinto 65' De Regt 76' Kozlowski                                           | Unnerstall, Sampsted, Hilgers, Pröpper, Regeer, Sadílek, Kjølø, Steijn ( 76' Eiting), D. Rots ( 72' Van Bergen), Van Wolfswinkel, Vlap ( 82' Ugalde)                                                |
| | Speelronde 4 | FC Volendam                                                                   | 0 – 2 (0 – 1)    | FC Twente                                                                                | Opstelling FC Twente: |
| 3 september 2023 Aanvangstijd: 14.30 uur Plaats: Volendam Kras Stadion Toeschouwers: 6.600 Scheidsrechter: Martens                        | 3 september 2023 Aanvangstijd: 14.30 uur Plaats: Volendam Kras Stadion Toeschouwers: 6.600 Scheidsrechter: Martens                        | Backhaus 75' Benamar 75'                                                      | Wedstrijdverslag | 36' Steijn 41' Kjølø 74' D. Rots 79' Van Wolfswinkel                                     | Unnerstall, Sampsted, Bruns, Pröpper, Regeer ( 82' Van Hoorenbeeck), Sadílek, Kjølø ( 46' Ünüvar), Steijn ( 69' Van Bergen), D. Rots, Ugalde ( 69' Van Wolfswinkel), Vlap ( 82' Besselink)          |
| | Speelronde 5 | FC Twente                                                                     | 3 – 1 (2 – 1)    | AFC Ajax                                                                                 | Opstelling FC Twente: |
| 17 september 2023 Aanvangstijd: 14.30 uur Plaats: Enschede De Grolsch Veste Toeschouwers: 30.000 Scheidsrechter: Makkelie                 | 17 september 2023 Aanvangstijd: 14.30 uur Plaats: Enschede De Grolsch Veste Toeschouwers: 30.000 Scheidsrechter: Makkelie                 | D. Rots 7' Steijn 11' Sadílek 75' Ünüvar 79'                                  | Wedstrijdverslag | 13' Bergwijn 35' Brobbey 82' Hato                                                        | Unnerstall, Sampsted, Hilgers ( 83' Van Hoorenbeeck), Pröpper, Regeer, Sadílek, Kjølø ( 72' Eiting), Steijn ( 62' Van Bergen), D. Rots, Ugalde ( 62' Van Wolfswinkel), Vlap ( 72' Ünüvar)           |
| | Speelronde 6 | RKC Waalwijk                                                                  | 1 – 0 (0 – 0)    | FC Twente                                                                                | Opstelling FC Twente: |
| 24 september 2023 Aanvangstijd: 16.45 uur Plaats: Waalwijk Mandemakers Stadion Toeschouwers: 5.512 Scheidsrechter: Kooij                  | 24 september 2023 Aanvangstijd: 16.45 uur Plaats: Waalwijk Mandemakers Stadion Toeschouwers: 5.512 Scheidsrechter: Kooij                  | Oukili 18' Stevanovic 89'                                                     | Wedstrijdverslag | 19' Vlap                                                                                 | Unnerstall, Sampsted, Hilgers, Pröpper, Regeer, Sadílek, Kjølø ( 70' Eiting), Steijn ( 54' Van Wolfswinkel), D. Rots ( 54' Van Bergen), Ugalde ( 87' Besselink), Vlap ( 70' Taha)                   |
| | Speelronde 7 | FC Twente                                                                     | 1 – 0 (0 – 0)    | Sc Heerenveen                                                                            | Opstelling FC Twente: |
| 30 september 2023 Aanvangstijd: 21.00 uur Plaats: Enschede De Grolsch Veste Toeschouwers: 29.500 Scheidsrechter: Dieperink                | 30 september 2023 Aanvangstijd: 21.00 uur Plaats: Enschede De Grolsch Veste Toeschouwers: 29.500 Scheidsrechter: Dieperink                | Regeer 49' D. Rots 57' Vlap 65' Van Wolfswinkel 82'                           | Wedstrijdverslag | 82' Haye                                                                                 | Unnerstall, Sampsted, Hilgers, Pröpper, Regeer ( 63' Van Bergen), Sadílek, Kjølø ( 46' Eiting), Steijn ( 87' Van Hoorenbeeck), D. Rots ( 87' Taha), Ugalde ( 70' van Wolfswinkel), Vlap             |
| | Speelronde 8 | Fortuna Sittard                                                               | 0 – 3 (0 – 1)    | FC Twente                                                                                | Opstelling FC Twente: |
| 8 oktober 2023 Aanvangstijd: 14.30 uur Plaats: Sittard Fortuna Sittard Stadion Toeschouwers: 11.048 Scheidsrechter: Van den Kerkhof       | 8 oktober 2023 Aanvangstijd: 14.30 uur Plaats: Sittard Fortuna Sittard Stadion Toeschouwers: 11.048 Scheidsrechter: Van den Kerkhof       | Guth 38' Siovas 66' Belkheir , 82'                                            | Wedstrijdverslag | 15' Ugalde 55' HIlgers 47' Regeer 55' Pröpper 88' Van Wolfswinkel                        | Unnerstall, Sampsted, Hilgers, Pröpper ( 84' Mesbahi), Regeer ( 84' Van Hoorenbeeck), Kjølø, Sadílek, Rots ( 76' Eiting), Steijn ( 68' Van Wolfswinkel), Vlap, Ugalde ( 77' Taha)                   |
| | Speelronde 9 | Heracles Almelo                                                               | 2 – 2 (0 – 2)    | FC Twente                                                                                | Opstelling FC Twente: |
| 22 oktober 2023 Aanvangstijd: 14.30 uur Plaats: Almelo Erve Asito Toeschouwers: 12.080 Scheidsrechter: Van Boekel                         | 22 oktober 2023 Aanvangstijd: 14.30 uur Plaats: Almelo Erve Asito Toeschouwers: 12.080 Scheidsrechter: Van Boekel                         | Bruns 19' Engels 69' Sonnenberg 88' Hansson 90+5'                             | Wedstrijdverslag | 11' D. Rots 21' Kjølø 32' 45+2' Steijn 59' Sadílek 69' Eiting 90+5' Taha                 | Unnerstall, Sampsted, Hilgers, Pröpper, Regeer ( 78' Smal, Kjølø ( 61' Eiting), Sadílek, Steijn ( 78' Besselink), D. Rots ( 78' Van Wolfswinkel), Ugalde, Van Bergen ( 61' Taha)                    |
| | Speelronde 10 | FC Twente                                                                     | 2 – 1 (1 – 0)    | Feyenoord                                                                                | Opstelling FC Twente: |
| 29 oktober 2023 Aanvangstijd: 12.15 uur Plaats: Enschede De Grolsch Veste Toeschouwers: 30.000 Scheidsrechter: Higler                     | 29 oktober 2023 Aanvangstijd: 12.15 uur Plaats: Enschede De Grolsch Veste Toeschouwers: 30.000 Scheidsrechter: Higler                     | Ugalde 10' 40' Pröpper 53' Hilgers 63' Van Wolfswinkel 78' D. Rots 90+3'      | Wedstrijdverslag | 76' Hancko 76' Slot 86' Geertruida 90' Hartman                                           | Unnerstall, Sampsted, Hilgers ( 83' Van Hoorenbeeck), Pröpper, Regeer ( 29' Smal), Kjølø, Sadílek, Steijn ( 66' Eiting), D. Rots, Ugalde ( 83'Van Bergen), Vlap ( 66' Van Wolfswinkel)              |
| | Speelronde 11 | FC Utrecht                                                                    | 1 – 1 (1 – 1)    | FC Twente                                                                                | Opstelling FC Twente: |
| 29 oktober 2023 Aanvangstijd: 12.15 uur Plaats: Utrecht Stadion Galgenwaard Toeschouwers: 17.491 Scheidsrechter: Gözübüyük                | 29 oktober 2023 Aanvangstijd: 12.15 uur Plaats: Utrecht Stadion Galgenwaard Toeschouwers: 17.491 Scheidsrechter: Gözübüyük                | Fraulo 23' Flamingo 30' Van der Hoorn 35' Azarkan 41'                         | Wedstrijdverslag | 31' (pen.) Steijn 45+2' Ugalde Sadílek 90+2' Hilgers                                     | Unnerstall, Sampsted ( 62' Van Bergen), Hilgers, Pröpper ( 62' Van Hoorenbeeck), Smal, Kjølø, Sadílek, Steijn ( 71' Eiting), D. Rots ( 62' Regeer), Ugalde ( 62' Van Wolfswinkel), Vlap             |
| | Speelronde 12 | FC Twente                                                                     | 3 – 3 (1 – 0)    | N.E.C.                                                                                   | Opstelling FC Twente: |
| 11 november 2023 Aanvangstijd: 20.00 uur Plaats: Enschede De Grolsch Veste Toeschouwers: 30.000 Scheidsrechter: Kooij                     | 11 november 2023 Aanvangstijd: 20.00 uur Plaats: Enschede De Grolsch Veste Toeschouwers: 30.000 Scheidsrechter: Kooij                     | Steijn 43' 76' Ugalde 87' 90+5'                                               | Wedstrijdverslag | 47' 90+5' Ross 56' Van Rooij 65' Baas 84' Proper 86' Ogawa                               | Unnerstall, Sampsted ( 72' Brenet), Hilgers, Pröpper, Smal, Kjølø ( 66' Regeer), Steijn, Eiting ( 72' Van Wolfswinkel), D. Rots ( 75' Taha), Ugalde, Vlap ( 66' Van Bergen)                         |
| | Speelronde 13 | FC Twente                                                                     | 0 – 3 (0 – 1)    | PSV                                                                                      | Opstelling FC Twente: |
| 25 november 2023 Aanvangstijd: 18.45 uur Plaats: Enschede De Grolsch Veste Toeschouwers: 30.000 Scheidsrechter: Lindhout                  | 25 november 2023 Aanvangstijd: 18.45 uur Plaats: Enschede De Grolsch Veste Toeschouwers: 30.000 Scheidsrechter: Lindhout                  | Hilgers , 25' Pröpper 90+3'                                                   | Wedstrijdverslag | 45+1' Veerman 49' (e.d.) Pröpper 53' Schouten 80' 82' Johan Bakayoko                     | Unnerstall, Brenet ( 46' Sampsted), Hilgers, Pröpper, Smal, Kjølø, Sadílek, D. Rots ( 60' Van Wolfswinkel), Steijn ( 28' Van Hoorenbeeck), Regeer ( 76' Taha), Ugalde                               |
| | Speelronde 14 | Go Ahead Eagles                                                               | 1 – 3 (0 – 2)    | FC Twente                                                                                | Opstelling FC Twente: |
| 3 december 2023 Aanvangstijd: 14.30 uur Plaats: Deventer De Adelaarshorst Toeschouwers: 9.820 Scheidsrechter: Van der Eijk                | 3 december 2023 Aanvangstijd: 14.30 uur Plaats: Deventer De Adelaarshorst Toeschouwers: 9.820 Scheidsrechter: Van der Eijk                | Kuipers 62' Llansana 71'                                                      | Wedstrijdverslag | 1' Ugalde 24' Steijn 76' Taha                                                            | Unnerstall, Sampsted, Pröpper, Van Hoorenbeeck, Smal, Kjølø ( 88' Eiting), Steijn ( 77' Van Wolfswinkel), Sadílek, D. Rots ( 89' Bruns), Ugalde ( 89' Van Bergen), Regeer ( 68' Taha)               |
| | Speelronde 15 | FC Twente                                                                     | 4 – 2 (1 – 2)    | Excelsior Rotterdam                                                                      | Opstelling FC Twente: |
| 8 december 2023 Aanvangstijd: 18.45 uur Plaats: Enschede De Grolsch Veste Toeschouwers: 29.000 Scheidsrechter: Oostrom                    | 8 december 2023 Aanvangstijd: 18.45 uur Plaats: Enschede De Grolsch Veste Toeschouwers: 29.000 Scheidsrechter: Oostrom                    | Ugalde 45+1' Van Wolfswinkel 59' (pen.), 80' Smal 67' Pröpper 77' Taha 85'    | Wedstrijdverslag | 9' Parrott 13' Nieuwpoort 24' Naujoks 25' Zagré 26' Driouech 58' Horemans 59' Nieuwpoort | Unnerstall, Sampsted ( 29' Brenet), Pröpper, Van Hoorenbeeck ( 46' Vlap), Smal ( 71' Ünüvar), Kjølø ( 29' Taha), Sadílek, D. Rots ( 46' Van Wolfswinkel), Ugalde, Regeer                            |
| | Speelronde 16 | Sparta Rotterdam                                                              | 2 – 2 (0 – 1)    | FC Twente                                                                                | Opstelling FC Twente: |
| 17 december 2023 Aanvangstijd: 14.30 uur Plaats: Rotterdam Spartastadion Het Kasteel Toeschouwers: 11.000 Scheidsrechter: Van den Kerkhof | 17 december 2023 Aanvangstijd: 14.30 uur Plaats: Rotterdam Spartastadion Het Kasteel Toeschouwers: 11.000 Scheidsrechter: Van den Kerkhof | De Guzman 35' Bakari 45+3' Lauritsen 51' (pen.), 55' (pen.) Velthuis 72'      | Wedstrijdverslag | 45+4' Steijn 53' Sadílek 90+1' Ünüvar                                                    | Unnerstall, Sampsted ( 65' Regeer), Hilgers, Pröpper ( 20' Van Hoorenbeeck), Smal, Kjølø ( 76' Ünüvar), Sadílek, D. Rots ( 65' Van Bergen), Steijn, Vlap ( 57' Taha), Ugalde                        |
| | Speelronde 17 | FC Twente                                                                     | 2 – 1 (1 – 1)    | AZ                                                                                       | Opstelling FC Twente: |
| 13 januari 2023 Aanvangstijd: 18.45 uur Plaats: Enschede De Grolsch Veste Toeschouwers: 30.000 Scheidsrechter: Gözübüyük                  | 13 januari 2023 Aanvangstijd: 18.45 uur Plaats: Enschede De Grolsch Veste Toeschouwers: 30.000 Scheidsrechter: Gözübüyük                  | Ugalde 42', 70' Eiting 66' Taha 86' Pröpper 90+1'                             | Wedstrijdverslag | 4' Odgaard 65' Martins Indi 86' Bazoer                                                   | Unnerstall, Brenet, Hilgers, Pröpper, Smal, Kjølø, Steijn ( 85' Besselink), Eiting ( 69' Van Wolfswinkel), D. Rots ( 85' Taha), Ugalde ( 89' Van Bergen), Vlap ( 69' Regeer)                        |
| | Speelronde 18 | N.E.C.                                                                        | 1 – 0 (1 – 0)    | FC Twente                                                                                | Opstelling FC Twente: |
| 20 januari 2024 Aanvangstijd: 16.30 uur Plaats: Nijmegen Goffertstadion Toeschouwers: 12.500 Scheidsrechter: Van den Kerkhof              | 20 januari 2024 Aanvangstijd: 16.30 uur Plaats: Nijmegen Goffertstadion Toeschouwers: 12.500 Scheidsrechter: Van den Kerkhof              | Verdonk 49'                                                                   | Wedstrijdverslag | 53' Bruns 69' Van Hoorenbeeck                                                            | Unnerstall, Brenet, Bruns, Van Hoorenbeeck, Smal ( 85' Ünüvar), Sadílek, Eiting ( 58' Mesbahi), D. Rots ( 69' Van Bergen), Steijn, Taha ( 57' Vlap), Ugalde                                         |
| | Speelronde 19 | Feyenoord                                                                     | 0 – 0 (0 – 0)    | FC Twente                                                                                | Opstelling FC Twente: |
| 28 januari 2024 Aanvangstijd: 14.30 uur Plaats: Rotterdam Stadion Feijenoord Toeschouwers: 47.500 Scheidsrechter: Lindhout                | 28 januari 2024 Aanvangstijd: 14.30 uur Plaats: Rotterdam Stadion Feijenoord Toeschouwers: 47.500 Scheidsrechter: Lindhout                | Gimenez                                                                       | Wedstrijdverslag | 90' Van Wolfswinkel (Buiten het veld)                                                    | Unnerstall, Sampsted, Hilgers ( 59' Van Hoorenbeeck), Pröpper, Smal, Sadílek, Eiting ( 82' Steijn), Kjølø, Sadílek, Brenet ( 59' Taha), D. Rots ( 82' Besselink), Vlap ( 67' Ünüvar)                |
| | Speelronde 20 | FC Twente                                                                     | 3 – 0 (1 – 0)    | RKC Waalwijk                                                                             | Opstelling FC Twente: |
| 3 februari 2024 Aanvangstijd: 16.30 uur Plaats: Enschede De Grolsch Veste Toeschouwers: 29.700 Scheidsrechter: Van der Eijk               | 3 februari 2024 Aanvangstijd: 16.30 uur Plaats: Enschede De Grolsch Veste Toeschouwers: 29.700 Scheidsrechter: Van der Eijk               | Van Wolfswinkel 21' Boadu 79' Taha 81'                                        | Wedstrijdverslag | 40' Seuntjens                                                                            | Unnerstall, Brenet, Hilgers, Pröpper, Smal, Kjølø ( 55' Eiting), Steijn ( 55' Ünüvar), Sadílek, D. Rots ( 70' Taha), Van Wolfswinkel ( 78' Boadu), Vlap ( 70' Regeer)                               |
| | Speelronde 21 | Excelsior Rotterdam                                                           | 0 – 3 (0 – 3)    | FC Twente                                                                                | Opstelling FC Twente: |
| 10 februari 2024 Aanvangstijd: 18:45 uur Plaats: Rotterdam Van Donge & De Roo Stadion Toeschouwers: 4.400 Scheidsrechter: Dieperink       | 10 februari 2024 Aanvangstijd: 18:45 uur Plaats: Rotterdam Van Donge & De Roo Stadion Toeschouwers: 4.400 Scheidsrechter: Dieperink       | Sandra 54'                                                                    | Wedstrijdverslag | 2' D. Rots 5', 23' Van Wolfswinkel 90' Brenet                                            | Unnerstall, Brenet, Hilgers, Pröpper, Smal, Eiting ( 67' Kjølø), Steijn ( 80' Regeer), Sadílek, D. Rots ( 80' Taha), Van Wolfswinkel ( 75' Boadu), Vlap ( 67' Ünüvar)                               |
| | Speelronde 22 | FC Twente                                                                     | 0 – 1 (0 – 1)    | FC Utrecht                                                                               | Opstelling FC Twente: |
| 18 februari 2024 Aanvangstijd: 12:15:uur Plaats: Enschede De Grolsch Veste Toeschouwers: 29.500 Scheidsrechter: Nagtegaal                 | 18 februari 2024 Aanvangstijd: 12:15:uur Plaats: Enschede De Grolsch Veste Toeschouwers: 29.500 Scheidsrechter: Nagtegaal                 |                                                                               | Wedstrijdverslag | 29' Toornstra 90+2' El Karouani                                                          | Unnerstall, Brenet ( 55' Sampsted), Hilgers, Pröpper, Smal ( 65' Regeer), Eiting ( 65' Ünüvar), Steijn, Sadílek, Taha ( 80' Van Bergen), Van Wolfswinkel, Vlap ( 55' Boadu)                         |
| | Speelronde 23 | FC Twente                                                                     | 3 – 0 (2 – 0)    | Go Ahead Eagles                                                                          | Opstelling FC Twente: |
| 25 februari 2024 Aanvangstijd: 14:30 uur Plaats: Enschede De Grolsch Veste Toeschouwers: 30.000 Scheidsrechter: Van der Laan              | 25 februari 2024 Aanvangstijd: 14:30 uur Plaats: Enschede De Grolsch Veste Toeschouwers: 30.000 Scheidsrechter: Van der Laan              | Steijn 12', 36' Brenet 60'                                                    | Wedstrijdverslag | 43' Blomme 58' Adekanye                                                                  | Unnerstall, Brenet ( 87' Sampsted), Hilgers, Pröpper, Smal ( 70' Salah-Eddine), Kjølø, Steijn, Sadílek ( 77' Regeer), D. Rots, Van Wolfswinkel ( 70' Boadu), Vlap ( 77' Ünüvar)                     |
| | Speelronde 24 | SBV Vitesse                                                                   | 1 – 2 (1 – 1)    | FC Twente                                                                                | Opstelling FC Twente: |
| 2 maart 2024 Aanvangstijd: 20:00 uur Plaats: Arnhem GelreDome Toeschouwers: 15.356 Scheidsrechter: Oostrom                                | 2 maart 2024 Aanvangstijd: 20:00 uur Plaats: Arnhem GelreDome Toeschouwers: 15.356 Scheidsrechter: Oostrom                                | Pröpper 44' (e.d.)                                                            | Wedstrijdverslag | 4' Van Wolfswinkel 13' Smal 55' Pröpper 79' Brenet                                       | Tyton, Brenet, Hilgers ( 45+1' Bruns), Pröpper, Smal, Kjølø ( 63' Regeer), Steijn ( 63' Boadu), Sadílek, D. Rots ( 63' Van Bergen), Van Wolfswinkel, Vlapp ( 88' Van Hoorenbeeck)                   |
| | Speelronde 25 | FC Twente                                                                     | 2 – 1 (1 – 0)    | Sparta Rotterdam                                                                         | Opstelling FC Twente: |
| 9 maart 2024 Aanvangstijd: 18:45 uur Plaats: Enschede De Grolsch Veste Toeschouwers: 29.750 Scheidsrechter: Dieperink                     | 9 maart 2024 Aanvangstijd: 18:45 uur Plaats: Enschede De Grolsch Veste Toeschouwers: 29.750 Scheidsrechter: Dieperink                     | D. Rots 21' Sadílek 51' Boadu 77'                                             | Wedstrijdverslag | 68' 87' Clement                                                                          | Unnerstall, Brenet, Bruns, Pröpper, Smal ( 82' Besselink), Regeer ( 75' Salah-Eddine), Steijn ( 69' Boadu), Sadílek, D. Rots ( 82' Ünüvar), Van Wolfswinkel), Vlap ( 82' Taha)                      |
| | Speelronde 26 | PSV                                                                           | 1 – 0 (0 – 0)    | FC Twente                                                                                | Opstelling FC Twente: |
| 17 maart 2024 Aanvangstijd: 20:00 uur Plaats: Eindhoven Philips Stadion Toeschouwers: 34.800 Scheidsrechter: Kooij                        | 17 maart 2024 Aanvangstijd: 20:00 uur Plaats: Eindhoven Philips Stadion Toeschouwers: 34.800 Scheidsrechter: Kooij                        | De Jong 33' Tillman 69' Pepi 90+6'                                            | Wedstrijdverslag | 55' Boadu 57' Unnerstall 83' Regeer 90+1' Smal                                           | Unnerstall, Brenet, Bruns, Pröpper, Smal, Kjølø, Sadílek, D. Rots ( 85' Van Bergen), Van Wolfswinkel, Vlap ( 72' Regeer), Boadu ( 58' Steijn)                                                       |
| | Speelronde 27 | FC Twente                                                                     | 1 – 0 (0 – 0)    | Heracles Almelo                                                                          | Opstelling FC Twente: |
| 31 maart 2024 Aanvangstijd: 14:30 uur Plaats: Enschede De Grolsch Veste Toeschouwers: 30.000 Scheidsrechter: Makkelie                     | 31 maart 2024 Aanvangstijd: 14:30 uur Plaats: Enschede De Grolsch Veste Toeschouwers: 30.000 Scheidsrechter: Makkelie                     | Van Wolfswinkel 39' Boadu 54'                                                 | Wedstrijdverslag | 18' Hoogma 43' Oppegård 81' Bruns 89' Bakboord                                           | Unnerstall, Sampsted ( 46' Regeer), Bruns, Pröpper ( 77' Van Hoorenbeeck), Smal, Kjølø, Sadílek, D. Rots ( 88' Besselink), Steijn ( 88' Hilgers), Van Wolfswinkel, Boadu ( 58' Vlap)                |
| | Speelronde 28 | Sc Heerenveen                                                                 | 3 – 3 (2 – 3)    | FC Twente                                                                                | Opstelling FC Twente: |
| 3 april 2024 Aanvangstijd: 21:00 uur Plaats: Heerenveen Abe Lenstra Stadion Toeschouwers: 27.224 Scheidsrechter: Bos                      | 3 april 2024 Aanvangstijd: 21:00 uur Plaats: Heerenveen Abe Lenstra Stadion Toeschouwers: 27.224 Scheidsrechter: Bos                      | Nicolaescu 21' 45+1' Sahraoui 38' Haye 57' (pen.)                             | Wedstrijdverslag | 11' Van Wolfswinkel 13' D. Rots 36' Pröpper 44' Vlap 61' Sampsted                        | Unnerstall, Sampsted ( 64' Regeer), Hilgers ( 64' Bruns), Propper, Smal, Kjølø, Sadílek ( 64' Eiting), D. Rots ( 84' Taha), Steijn ( 74' Ünüvar), Vlap, Van Wolfswinkel                             |
| | Speelronde 29 | FC Twente                                                                     | 2 – 0 (0 –0 )    | Fortuna Sittard                                                                          | Opstelling FC Twente |
| 6 april 2024 Aanvangstijd: 21:00 uur Plaats: Enschede De Grolsch Veste Toeschouwers: 30.000 Scheidsrechter: Dieperink                     | 6 april 2024 Aanvangstijd: 21:00 uur Plaats: Enschede De Grolsch Veste Toeschouwers: 30.000 Scheidsrechter: Dieperink                     | Fofana 52' (e.d.) Van Wolfswinkel 86'                                         | Wedstrijdverslag | Guth 57' Sierhuis 67' Lonwijk                                                            | Unnerstall, Sampsted ( 46' Regeer), Hilgers ( 69' Bruns), Pröpper, Smal ( 46' Ünüvar), Kjølø ( 79' Eiting), Sadílek, D. Rots, Steijn ( 75' Salah-Eddine), Vlap, Van Wolfswinkel                     |
| | Speelronde 30 | AFC Ajax                                                                      | 2 – 1 (0 – 1)    | FC Twente                                                                                | Opstelling FC Twente: |
| 14 april 2024 Aanvangstijd: 16:45 uur Plaats: Amsterdam Johan Cruijff ArenA Toeschouwers: 53.718 Scheidsrechter: Gözübüyük                | 14 april 2024 Aanvangstijd: 16:45 uur Plaats: Amsterdam Johan Cruijff ArenA Toeschouwers: 53.718 Scheidsrechter: Gözübüyük                | Šutalo 5' Mannsverk 35' Brobbey 59' Bergwijn 81' (pen.)                       | Wedstrijdverslag | 31' Van Wolfswinkel 32' Kjølø                                                            | Unnerstall, Regeer, Hilgers ( 77' Bruns), Pröpper, Smal ( 54' Salah-Eddine), Kjølø, Eiting ( 66' Van Bergen), D. Rots, Steijn ( 66' Sampsted), Vlap ( 77' Ünüvar), Van Wolfswinkel                  |
| | Speelronde 31 | FC Twente                                                                     | 3 – 1 (1 – 0)    | Almere City FC                                                                           | Opstelling FC Twente: |
| 24 april 2024 Aanvangstijd: 20:00 uur Plaats: Enschede De Grolsch Veste Toeschouwers: 30.000 Scheidsrechter: Oostrom                      | 24 april 2024 Aanvangstijd: 20:00 uur Plaats: Enschede De Grolsch Veste Toeschouwers: 30.000 Scheidsrechter: Oostrom                      | Kjølø 10' Regeer 19' Steijn 52' D. Rots 84'                                   | Wedstrijdverslag | 29' Akujobi 73' Hansen                                                                   | Unnerstall, Regeer ( 82' Sampsted), Hilgers, Pröpper, Smal, Sadilek, Kjølø ( 87' Besselink), Steijn ( 82' Taha), Vlap ( 63' Van Bergen), Van Wolfswinkel, D. Rots ( 87' Eiting)                     |
| | Speelronde 32 | AZ                                                                            | 2 – 1 (0 – 1)    | FC Twente                                                                                | Opstelling FC Twente: |
| 5 mei 2023 Aanvangstijd: 16:45 uur Plaats: Alkmaar AFAS Stadion Toeschouwers: 18.827 Scheidsrechter: Makkelie                             | 5 mei 2023 Aanvangstijd: 16:45 uur Plaats: Alkmaar AFAS Stadion Toeschouwers: 18.827 Scheidsrechter: Makkelie                             | Van Bommel 8' 46' Ibrahim Sadiq 50' Kristijan Belić 59' Vangelis Pavlidis 66' | Wedstrijdverslag | 5' Sem Steijn 30' Pröpper                                                                | Unnerstall, Regeer, Hilgers, Pröpper ( 57' Van Hoorenbeeck), Smal ( 83' Taha), Kjølø ( 68' Eiting), Sadílek, D. Rots, Steijn ( 68' Boadu), Ünüvar ( 57' Van Bergen), Van Wolfswinkel                |
| | Speelronde 33 | FC Twente                                                                     | 7 – 2 (5 – 2)    | FC Volendam                                                                              | Opstelling FC Twente: |
| 12 mei 2024 Aanvangstijd: 16:45 uur Plaats: Enschede De Grolsch Veste Toeschouwers: 29.700 Scheidsrechter: Lindhout                       | 12 mei 2024 Aanvangstijd: 16:45 uur Plaats: Enschede De Grolsch Veste Toeschouwers: 29.700 Scheidsrechter: Lindhout                       | Van Wolfswinkel 9' Ünüvar 23' Pröpper 37' Regeer 40' Steijn 43', 69', 73'     | Wedstrijdverslag | 4', 21' Mirani 8' Le Roux 72' Plat                                                       | Unnerstall, Regeer, Hilgers, Pröpper, Smal ( 80' Eiting), Kjølø ( 66' Boadu), Sadílek ( 80' Taha), D. Rots ( 57' Van Bergen), Steijn, Ünüvar ( 57' Salah-Eddine), Van Wolfswinkel                   |
| | Speelronde 34 | PEC Zwolle                                                                    | 1 – 2 (0 – 0)    | FC Twente                                                                                | Opstelling FC Twente: |
| 19 mei 2024 Aanvangstijd: 14:30 uur Plaats: Zwolle MAC³PARK stadion Toeschouwers: 14.000 Scheidsrechter: Highler                          | 19 mei 2024 Aanvangstijd: 14:30 uur Plaats: Zwolle MAC³PARK stadion Toeschouwers: 14.000 Scheidsrechter: Highler                          | García Mac Nulty 62' Schendelaar 68' Van den Berg 79'                         | Wedstrijdverslag | 45+5' Hilgers 59' D. Rots 80' (pen) Van Wolfswinkel                                      | Tyton, Regeer, Hilgers ( 71' Bruns), Pröpper, Smal ( 89' Salah-Eddine), Kjølø ( 58' Vlap), Sadílek, D. Rots, Steijn ( 89' Van Hoorenbeeck), Van Bergen ( 45+5' Ünüvar), Van Wolfswinke ( 88' Boadu) |

### KNVB Beker
| # | Datum                                                                        | Tegenstander                                                                 | Uitslag                                                                      | Doelpunten Twente                                                            |
| - | ---------------------------------------------------------------------------- | ---------------------------------------------------------------------------- | ---------------------------------------------------------------------------- | ---------------------------------------------------------------------------- |
| 1 | Vrijstelling wegens deelname aan een UEFA clubcompetitie in seizoen 2023/24. | Vrijstelling wegens deelname aan een UEFA clubcompetitie in seizoen 2023/24. | Vrijstelling wegens deelname aan een UEFA clubcompetitie in seizoen 2023/24. | Vrijstelling wegens deelname aan een UEFA clubcompetitie in seizoen 2023/24. |
| 2 |                                                                              |                                                                              |                                                                              |                                                                              |

| | 16de Finales | PSV                                             | 3 – 1 (1 – 0)    | FC Twente                       | Opstelling FC Twente: |
| 17, januari 2024 Aanvangstijd: 21:00 uur Plaats: Eindhoven Philips Stadion Toeschouwers: 34.400 Scheidsrechter: Manschot | 17, januari 2024 Aanvangstijd: 21:00 uur Plaats: Eindhoven Philips Stadion Toeschouwers: 34.400 Scheidsrechter: Manschot | Vertessen 19' De Jong 55' Bakayoko 61' Teze 64' | Wedstrijdverslag | 58' Pröpper 68' Ugalde 81' Taha | Unnerstall, Brenet, Bruns, Pröpper, Smal, Regeer ( 58' D. Rots), Eiting ( 69' Van Bergen), Vlap ( 58' Steijn), Sadílek ( 72' Taha), Ugalde ( 69' Kjølø) |

## Doelpuntenmakers
| Land                | Speler                | Eredivisie | Conference League Play Offs | KNVB Beker | Conference League kwalificatie | Totaal |
| ------------------- | --------------------- | ---------- | --------------------------- | ---------- | ------------------------------ | ------ |
| Vlag van Nederland  | Sem Steijn            | 17         | 0                           | 0          | 2                              | 19     |
| Vlag van Nederland  | Ricky van Wolfswinkel | 16         | 0                           | 0          | 0                              | 16     |
| Vlag van Nederland  | Daan Rots             | 7          | 0                           | 0          | 2                              | 9      |
| Vlag van Costa Rica | Manfred Ugalde        | 7          | 0                           | 1          | 1                              | 9      |
| Vlag van Turkije    | Naci Ünüvar           | 3          | 0                           | 0          | 1                              | 4      |
| Vlag van Nederland  | Myron Boadu           | 3          | 0                           | 0          | 0                              | 3      |
| Vlag van Nederland  | Robin Pröpper         | 3          | 0                           | 0          | 0                              | 3      |
| Vlag van Marokko    | Younes Taha           | 3          | 0                           | 0          | 0                              | 3      |
| Vlag van Nederland  | Joshua Brenet         | 2          | 0                           | 0          | 0                              | 2      |
| Vlag van Nederland  | Youri Regeer          | 2          | 0                           | 0          | 0                              | 2      |
| Vlag van Nederland  | Michel Vlap           | 2          | 0                           | 0          | 0                              | 2      |
| Vlag van Nederland  | Gijs Besselink        | 0          | 0                           | 0          | 1                              | 1      |
| Vlag van Noorwegen  | Mathias Kjølø         | 1          | 0                           | 0          | 0                              | 1      |
| Vlag van Tsjechië   | Michal Sadílek        | 1          | 0                           | 0          | 0                              | 1      |
| Vlag van IJsland    | Alfons Sampsted       | 0          | 0                           | 0          | 1                              | 1      |